# Nick Powell
Nick Powell (sinh ngày 10 tháng 4 năm 1993) là một cầu thủ bóng đá người Anh, hiện đang thi đấu ở vị trí tiền vệ cho câu lạc bộ Stoke City. Anh cũng có thể đá ở vị trí tiền đạo.
Anh bắt đầu sự nghiệp của mình tại câu lạc bộ Crewe Alexandra từ năm 5 tuổi và có 2 năm thi đấu chuyên nghiệp cho câu lạc bộ này trước khi ký hợp đồng với câu lạc bộ Manchester United vào năm 2012.

## Thống kê sự nghiệp
Tính đến ngày 13 tháng 12 năm 2014.
| Câu lạc bộ            | Mùa giải | Giải đấu | Giải đấu | Cúp  | Cúp | League Cup | League Cup | Châu Âu | Châu Âu | Khác | Khác | Tổng | Tổng |
| Câu lạc bộ            | Mùa giải | Trận     | Bàn      | Trận | Bàn | Trận       | Bàn        | Trận    | Bàn     | Trận | Bàn  | Trận | Bàn  |
| --------------------- | -------- | -------- | -------- | ---- | --- | ---------- | ---------- | ------- | ------- | ---- | ---- | ---- | ---- |
| Crewe Alexandra       | 2010–11  | 17       | 0        | 1    | 0   | 0          | 0          | –       | –       | 1    | 0    | 19   | 0    |
| Crewe Alexandra       | 2011–12  | 38       | 14       | 1    | 0   | 1          | 0          | –       | –       | 5    | 2    | 45   | 16   |
| Crewe Alexandra       | Tổng     | 55       | 14       | 2    | 0   | 1          | 0          | –       | –       | 6    | 2    | 64   | 16   |
| Manchester United     | 2012–13  | 2        | 1        | 0    | 0   | 2          | 0          | 2       | 0       | –    | –    | 6    | 1    |
| Wigan Athletic (mượn) | 2013–14  | 32       | 7        | 3    | 2   | 1          | 0          | 6       | 3       | –    | –    | 42   | 12   |
| Manchester United     | 2014–15  | 0        | 0        | 0    | 0   | 1          | 0          | –       | –       | –    | –    | 1    | 0    |
| Manchester United     | Tổng     | 2        | 1        | 0    | 0   | 3          | 0          | 2       | 0       | 0    | 0    | 7    | 1    |
| Leicester City (mượn) | 2014–15  | 3        | 0        | 0    | 0   | 0          | 0          | 0       | 0       | –    | –    | 3    | 0    |
| Tổng                  | Tổng     | 92       | 22       | 5    | 2   | 5          | 0          | 8       | 3       | 6    | 2    | 116  | 29   |